# 胡舜封
胡舜封（?—?），浙江山阴人，清朝政治人物。生员出身。
顺治17年（1660年），擔任首任清朝遵义府婺川縣知縣。后由雷起龍接任。